# Pfaffenbach (Reichenbach)
Pfaffenbach ist ein Ortsteil von Reichenbach, einem Stadtteil von Gengenbach im Ortenaukreis in Baden-Württemberg.

## Geografie
Pfaffenbach liegt in einem Seitental des vorderen Kinzigtals im Mittleren Schwarzwald östlich von Gengenbach. Das Tal zieht sich von Haigerach südlich bis zur Gemarkungsgrenze Richtung Schwaibach. Aufgrund der baulichen Struktur gibt es in Pfaffenbach keinen Dorfmittelpunkt. Das Dorf setzt sich aus Weilern und Einzelhöfen zusammen. Benannt ist die Ortschaft nach dem Pfaffenbach, der durch das Tal fließt und dann in den Haigerach mündet.

### Flurnamen (im Haigerach und Pfaffenbach)
Bruacker, Bühnd, Schwarzrain, Sorben (Bergbau), Sauerstein, Alt Gengenbach, Kornebene

## Geschichte
Erstmals wurde Pfaffenbach 1289 als vallis Phafenbach erwähnt und erst in der ersten Hälfte des 15. Jahrhunderts kam der Name Pfaffenbach. Ausgehend vom Gengenbacher Kloster wurden der Haigerach und der Pfaffenbach gerodet und Bauernhöfe zur Versorgung der Mönche gebaut. Bis ins 19. Jahrhundert war Pfaffenbach ein Klosterhof mit eigener Gemarkung, gehörte jedoch zur Reichsstadt. 1803 wurde Pfaffenbach unabhängig und wurde badisch. 1808 wurde Pfaffenbach dann Reichenbach zugeschlagen.

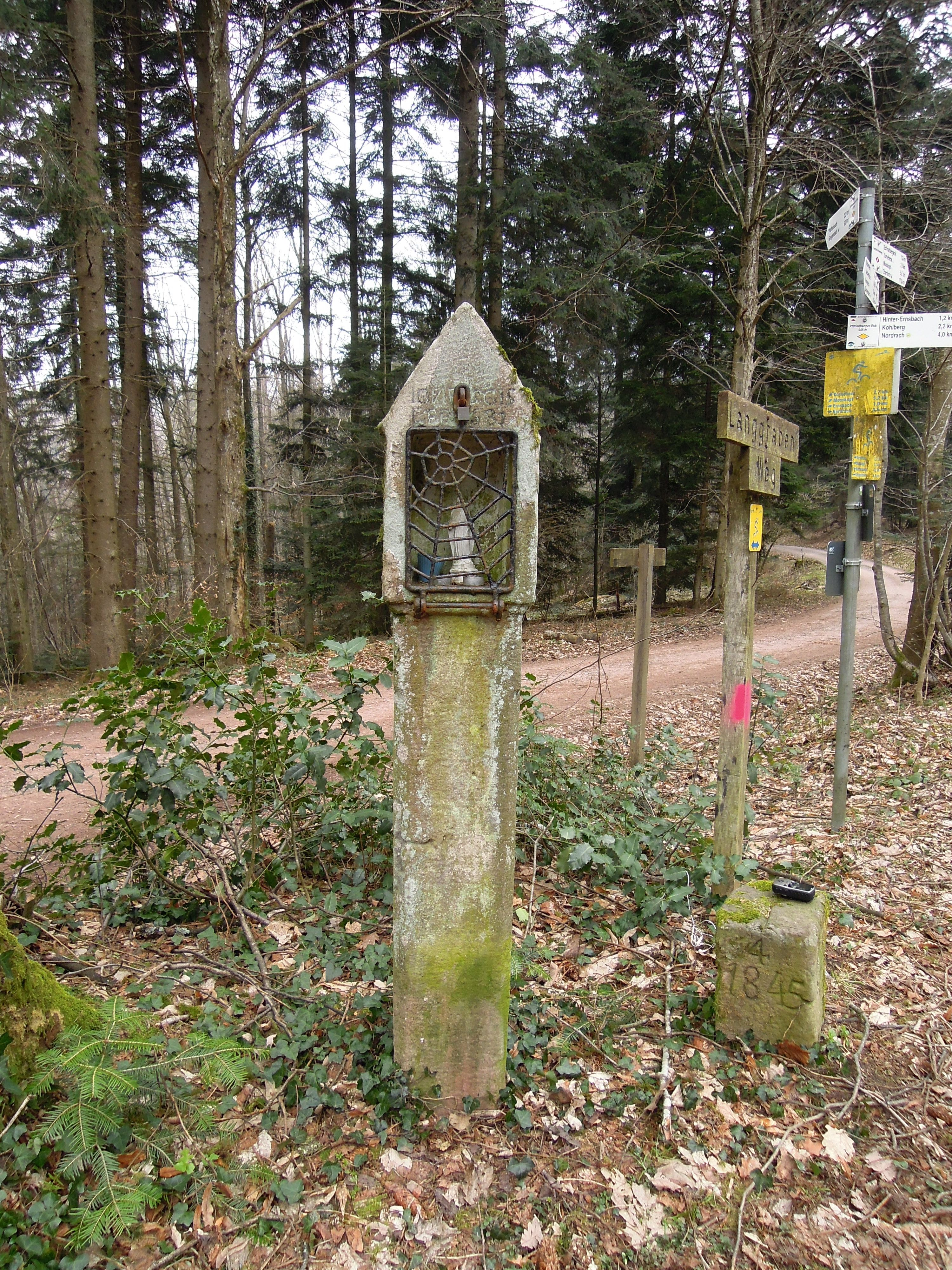
Bildstock im Pfaffenbacher Wald

Mit der Gemeindereform wurde Reichenbach am 1. Januar 1975 nach Gengenbach eingemeindet und somit gehört Pfaffenbach als Ortsteil von Reichenbach seither zu Gengenbach.

## Wirtschaft und Infrastruktur

### Wirtschaft
In Pfaffenbach gibt es mehrere Ferienwohnungen, Ferienhöfe und Bauernhöfe.

### Internet
Im August 2024 sollen alle Häuser in Pfaffenbach an das Breitband angeschlossen sein. Danach soll die Vodafone das Netz betreiben.

## Kultur und Sehenswürdigkeiten

### Bauwerke
- Mehrere Bildstöckle verteilt über das Tal